# Concurso completo
El concurso completo o prueba de los tres días es una combinación de tres disciplinas ecuestres: doma clásica, campo a través y saltos de obstáculo. Las competiciones se efectúan en este orden y una en cada día (al principio eran tres días, aunque actualmente y dependiendo del evento, la prueba de doma se realiza en dos días). Esta competición tiene sus raíces como prueba comprensiva de la caballería que requería diferentes tipos de maestría al montar a caballo.

## Desarrollo

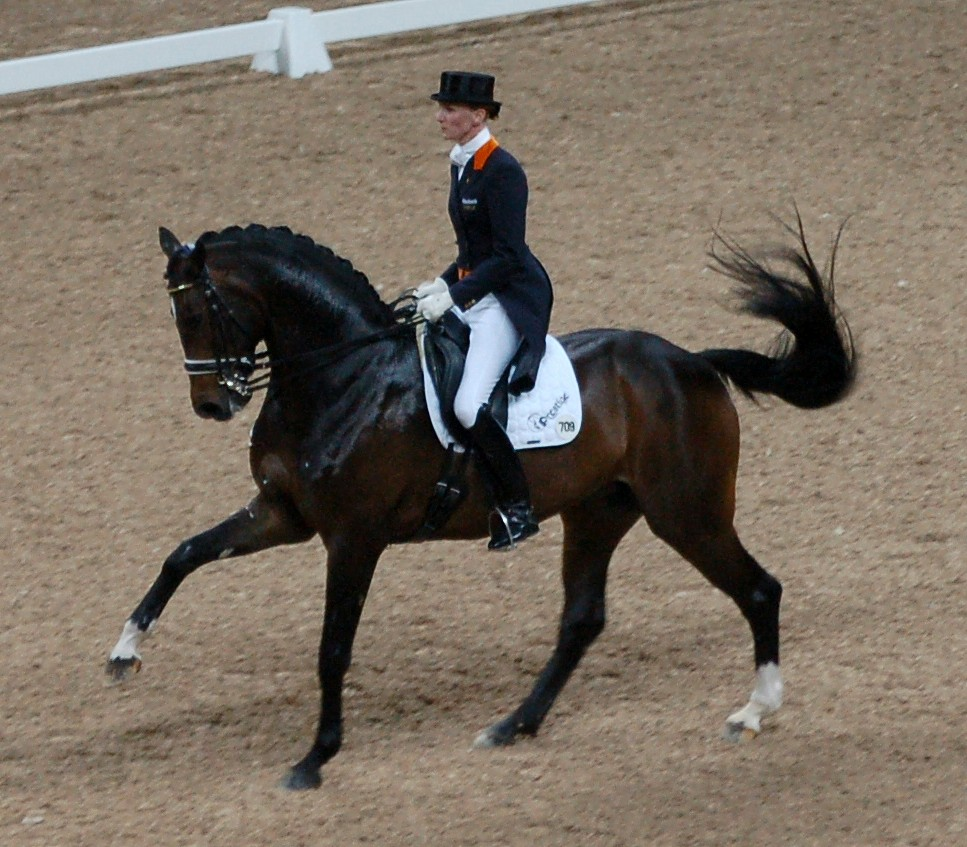
La doma es la primera prueba
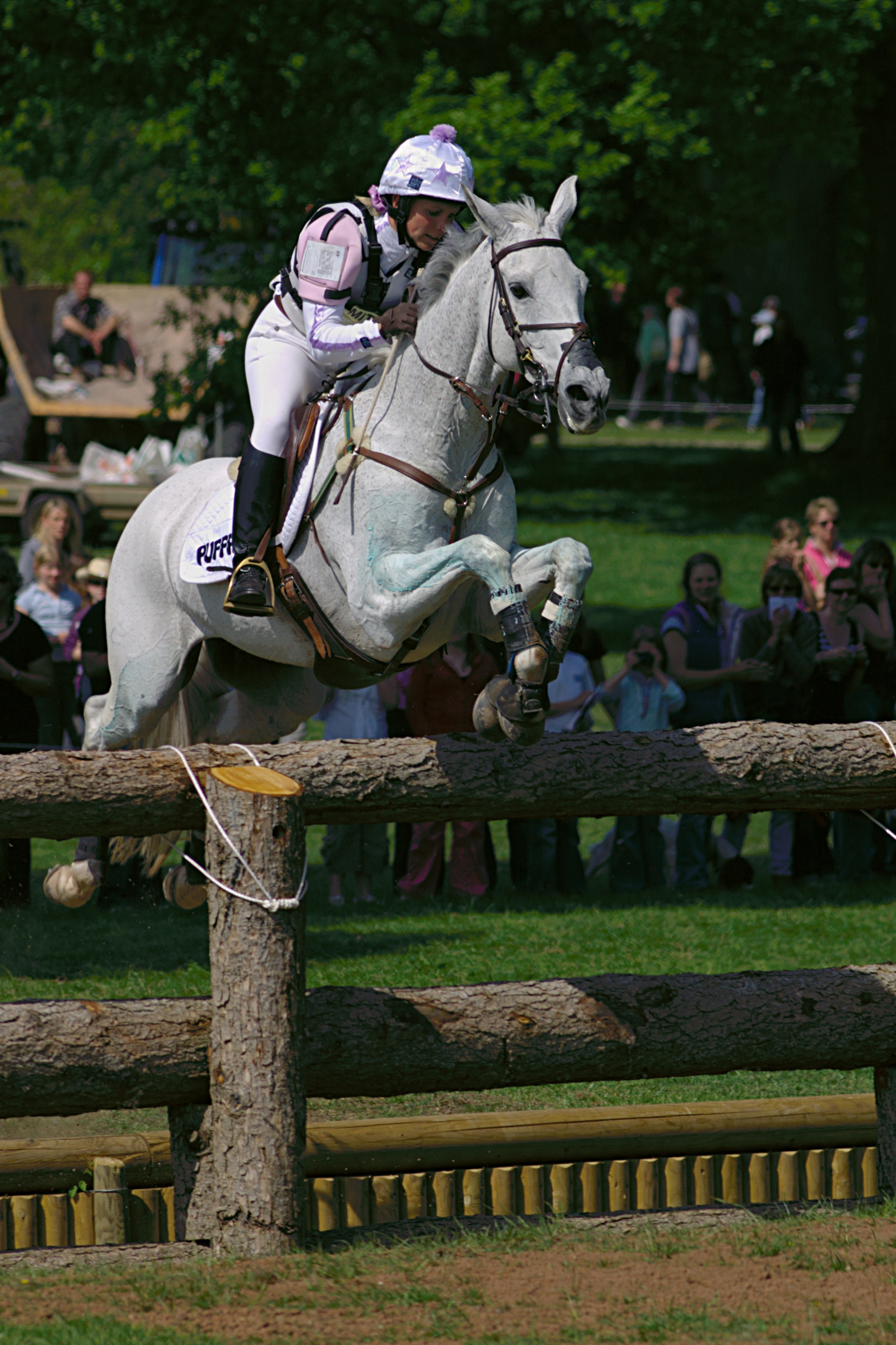
La prueba de campo a través es la segunda en disputarse
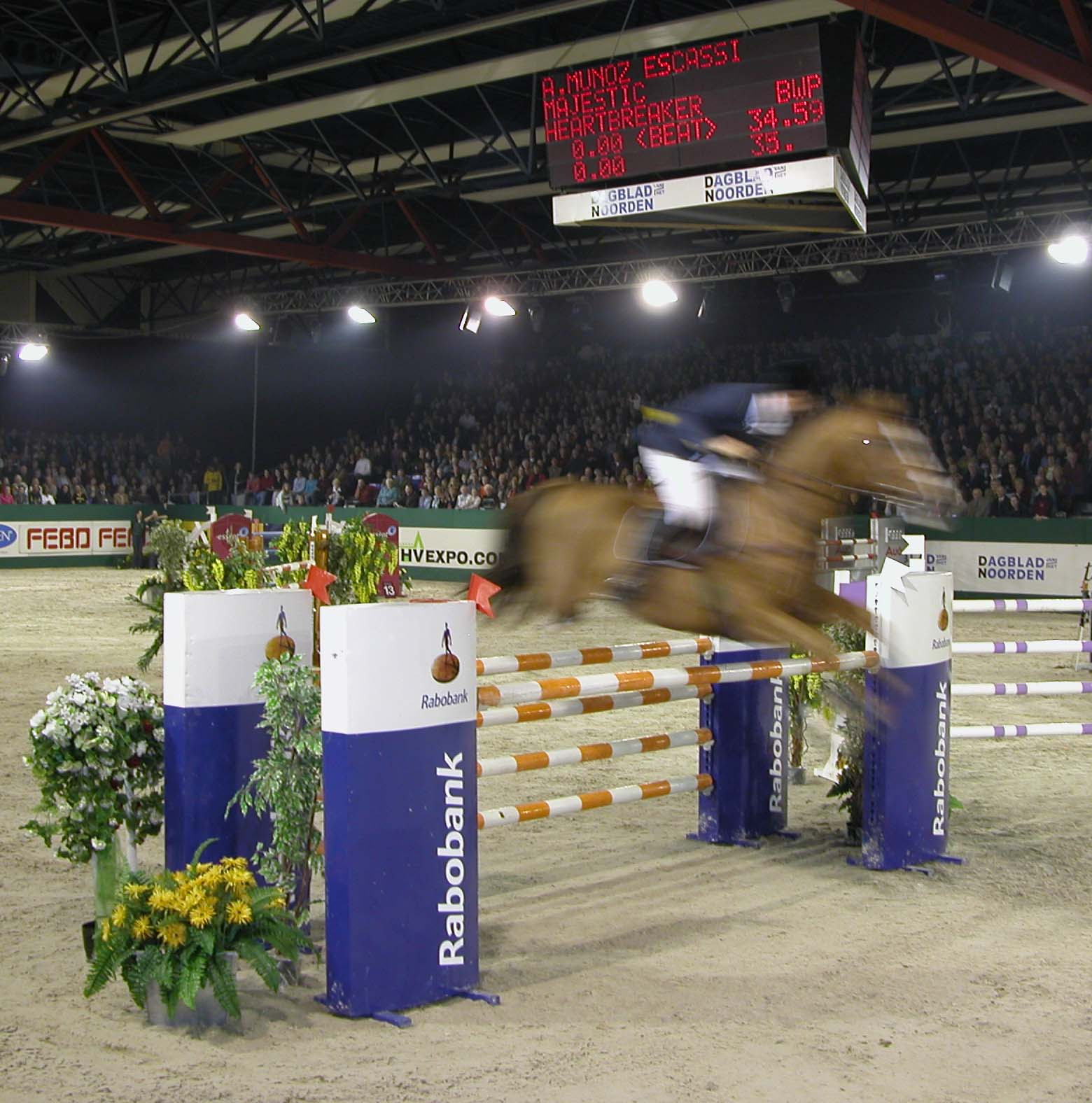
Los saltos de obstáculos se realizan el último día

Las tres pruebas del concurso completo se desarrollan individualmente, y no hay posibilidad de que el jinete cambie de caballo. Cada prueba tiene una evaluación y la suma de las tres puntuaciones determina la clasificación final. La prueba se inicia con un control veterinario, el cual los habilita a comenzar la prueba. La doma clásica consiste en realizar una serie de movimientos y ejecuciones preestablecidos que serán juzgados con un puntaje.
La mayor dificultad de la competición, y su prueba característica, se concentra en la segunda prueba, la carrera de fondo con obstáculos, que consiste en cuatro fases donde la más importante es el campo a través que posee una longitud relacionada con su exigencia, en la cual el binomio debe demostrar que cuenta con una excelente capacidad de recuperación, valentía, fuerza y habilidad para sortear obstáculos naturales y artificiales; las cuatro fases son distintas e independientes, pero se suceden casi sin interrupción y se ejecutan en un solo esfuerzo. Las fases "A" y "C" corresponden a un recorrido sobre rutas y senderos, la fase "B" a un recorrido con obstáculos y la fase "D" al campo a través. En esta prueba el control veterinario es exhaustivo y determinante, pues cualquier anomalía que presente el caballo obligará a marginar al binomio de la prueba.
El tercer día, después de otra inspección veterinaria final, se realiza la prueba de saltos de obstáculo, en la que los binomios deben sortear un recorrido de determinados obstáculos sobre una pista.
El jinete para esta exigente prueba debe tener condiciones especiales, ser muy versátil y contar con gran resistencia física y psicológica, además de los conocimientos en lo que a doma, salto de obstáculos y campo a través se refiere. El objetivo final del concurso completo es probar el desarrollo armonioso, velocidad, resistencia, obediencia y habilidad de salto del caballo, y requiere un entendimiento prácticamente perfecto entre el animal y su jinete.
Las categorías internacionales se separan en estrellas (*) y en orden ascendente de acuerdo a su clasificación internacional son las siguientes: *, **, *** y ****.
Los concursos de más bajas categoría pueden durar dos días pero primero se realiza doma y en el segundo día se realiza primero salto y al final la prueba en terreno.

### Clasificación
En la prueba de doma, los puntos positivos de cada participante concedidos por los jueces se convierten en puntos de penalización. En las pruebas de campo a través y de saltos en pista, las penalizaciones de cada participante por faltas en los obstáculos se añaden a la penalización que puede haber obtenido por exceso de tiempo. 
El binomio ganador es aquel que ha obtenido el menor número total de puntos de penalización, después de sumados los de las tres pruebas. En el caso de empate entre dos o más participantes, la clasificación se decide de la siguiente forma (en orden de aplicacación):
1. La menor puntuación en la prueba de campo a través.
2. El mejor tiempo (más rápido) en la prueba de campo a través.
3. El mejor resultado en la prueba de salto de obstáculos (tiempo y obstáculos).
4. El mejor tiempo en la prueba de salto de obstáculos.
5. La mejor puntuación en la prueba de doma.
6. Si continúa el empate, los participantes involucrados obtienen el mismo puesto.

## Mundial de concurso completo
El Campeonato Mundial de Concurso Completo es la competición más importante a nivel mundial de esta disciplina. Se realiza desde 1966, y a partir de 1990 se celebra en el marco de los Juegos Ecuestres Mundiales. La campeona actual es la alemana Sandra Auffarth, quien montó al caballo "Opgun Louvo".

### Medallero histórico
El siguiente es el medallero histórico de este campeonato, tanto en individuales como por equipos (incluidos los resultados de Normandía 2014).
| Núm. | País           | Oro | Plata | Bronce | Total |
| ---- | -------------- | --- | ----- | ------ | ----- |
| 1    | Reino Unido    | 9   | 9     | 5      | 21    |
| 2    | Nueva Zelanda  | 5   | 2     | 2      | 9     |
| 3    | Alemania       | 4   | 4     | 4      | 12    |
| 4    | Estados Unidos | 4   | 2     | 7      | 13    |
| 5    | Francia        | 1   | 5     | 0      | 6     |
| 6    | Irlanda        | 1   | 1     | 1      | 3     |
| 7    | Argentina      | 1   | 1     | 0      | 2     |
| 8    | Canadá         | 1   | 1     | 0      | 2     |
| 9    | Australia      | 0   | 1     | 2      | 3     |
| 10   | Finlandia      | 0   | 0     | 1      | 1     |
| 10   | Suecia         | 0   | 0     | 1      | 1     |
| 10   | Países Bajos   | 0   | 0     | 1      | 1     |
|      | TOTAL          | 24  | 24    | 22     | 70    |